# Mbaye Diagne
Mbaye Diagne (Koki, 18 marzo 1958 – Kigali, 31 maggio 1994) è stato un militare senegalese, noto per aver salvato molte vite durante il genocidio del Ruanda.

## Biografia
Il capitano Mbaye Diagne era un ufficiale senegalese e osservatore militare dell'ONU durante il genocidio del Ruanda del 1994. Gli è stato riconosciuto il salvataggio di molte vite in Ruanda in quel periodo, grazie a missioni di recupero quasi continue, anche con grave pericolo della propria vita.
Mbaye era uno dei nove bambini nati in una famiglia che viveva vicino a Dakar, e il primo ad andare al college. Dopo la laurea all'Università di Dakar, fu arruolato nell'esercito come ufficiale. Nel 1993 fu aggregato alla UNAMIR, le forze di pace dell'ONU inviate in Ruanda, come osservatore militare in attuazione degli accordi di Arusha. Era alloggiato all'Hôtel des Mille Collines, un albergo di lusso situato a Kigali.